# Grigore Baștan
Grigore Baștan (n. 23 ianuarie 1922, Flămînzeni, România – d. 8 februarie 1983, București, România) a fost un general-maior parașutist român.

## Biografie
A făcut parte din prima companie de parașutiști militari din armata română, subunitate înființată la 10 iunie 1941, iar în anul 1944 participând la luptele din nordul Bucureștiului.
În anul 1950 și-a adus o contribuție esențială la reînființarea primului batalion de parașutiști și a avut un aport valoros la dezvoltarea pe noi baze a acestei specialități militare, în pregătirea a mii de parașutiști militari.
A avut preocupări în dezvoltarea materialelor de desant, iar spiritul său de inventator și inovator a dus la realizări notabile, inclusiv prin realizarea completului de parașute BG-7M (principală) și BG-3m (de rezervă), folosite pe o perioadă îndelungată în Armata României.
La 20 august 1970 stabilește un record național la saltul cu parașuta, executând un salt din aeronavă de la înălțimea de 10.000 m cu o cădere liberă de 7.000 m. A fost implicat în mod activ și în coordonarea parașutismului sportiv în România.
Maestru emerit al sportului și președinte al comisiei de specialitate din cadrul Federației Aeronautice Române, timp de 20 de ani, generalul Grigore Baștan este autorul unor cărți de specialitate și al lucrării Istoria parașutismului militar din România, lucrare științifică de referință pentru acest domeniu, prima din istoriografia română care tratează exhaustiv acest fenomen.
A fost înaintat la gradul de general-maior (cu o stea) la 6 mai 1971. A devenit astfel primul general parașutist din armata română și a condus destinele parașutismului militar românesc până la trecerea în rezervă în anul 1979.

## Distincții
- Medalia „A cincea aniversare a Republicii Populare Române” (24 decembrie 1952) „pentru lupta și munca duse în vederea făuririi, consolidării și prosperării Republicii Populare Române”[3]
- Ordinul „23 August” clasa a V-a (10 august 1964) „pentru merite deosebite în opera de construire a socialismului, cu prilejul celei de a XX-a aniversări a eliberării patriei”[4]